# King Records (Japó)

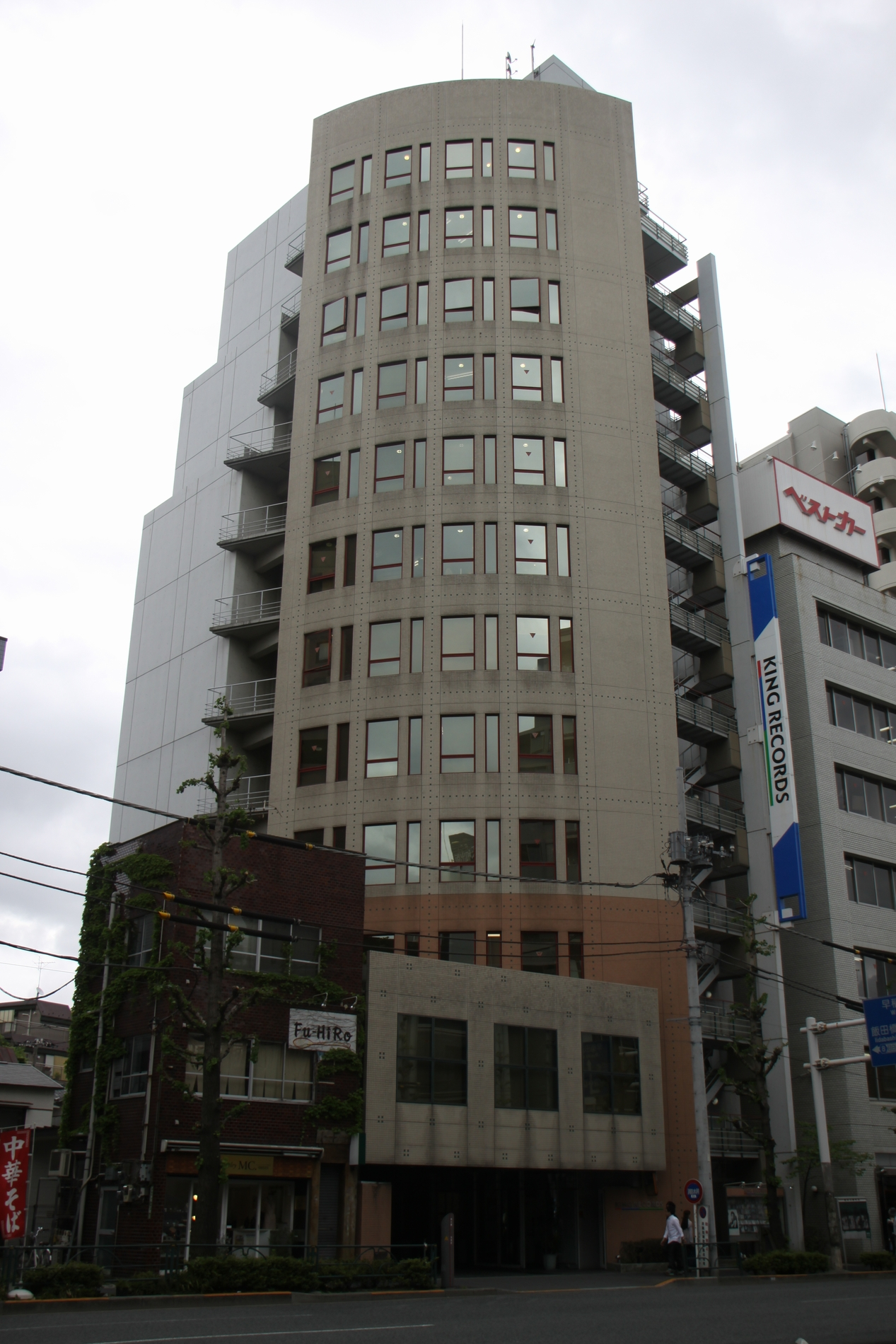
Oficina central de King Records

King Records Co., Ltd. (キングレコード株式会社, Kingu Rekōdo Kabushiki gaisha) és una companyia discogràfica japonesa fundada el gener de 1931 com a divisió de l'editorial japonesa Kōdansha. Inicialment va començar a funcionar com a entitat independent a la dècada de 1950. Més tard va passar a formar part del Grup Otowa. Avui dia, King Records és una de les companyies discogràfiques més grans del Japó, propietat d'una entitat multinacional. La seu està a Bunkyo, Tokyo.

## Subdivisions
El seu segell Starchild, va ser gestionat pel productor d'animació Toshimichi Ōtsuki, especialitzat en música i pel·lícules d'anime. King Records també distribueix els segells de propietat i gestió d'Up-Front Works, Piccolo Town i Rice Music, i també va llançar videojocs per als ordinadors PC-88, Famicom i MSX2. L'1 de febrer de 2016, King Records va reestructurar Starchild i el va rebatejar King Amusement Creative.
Paddle Wheel Records és una divisió de King Record Co.
Vostè! Sigues guai és la subetiqueta oficial per a AKB48.
Venus-B és l'empremta oficial de música urbana de la companyia.
Evil Line Records és la nova divisió del segell, establerta l'abril de 2014, i està formada per artistes com Momoiro Clover Z i Meg, entre d'altres.
Nexus és la divisió del segell especialitzada en música metal/underground del Japó també a l'estranger.
Seven Seas és la divisió del segell que centra la música del món d'artistes estrangers en molts gèneres.

## Artistes destacats
- Bolbbalgan4[6]
- Stomu Yamashta
- Matenrou Opera
- Inoran
- Kana Uemura
- Nogod
- Takeshi Terauchi
- Miho Nakayama
- Hiroko Moriguchi
- AKB48
- Tomomi Itano
- Atsuko Maeda
- Yuki Kashiwagi (AKB48)
- Momoland[7]
- Miss Monocrom
- Aice5 (Evil Line)
- Earphones (Evil Line)
- Hypnosis Mic (Evil Line)
- Otsuki Miyako
- Momoiro Clover Z (Evil Line, abans Starchild)
- Meg (Evil Line)
- Lynch.
- Theatre Brook
- Haruka Fukuhara
- Sawa (Bellwood)
- Park Junyoung
- Hiroki Nanami
- Jan Linton (com a Dr Jan Guru) "Planet Japan"
- Rock A Japonica (Evil Line)
- Senri Kawaguchi
- Block B[8]
- Yuki Uchida
- Nana Mizuki (King Amusement Creative)
- Mamoru Miyano (King Amusement Creative)
- Suneohair (King Amusement Creative)
- Ryoko Shiraishi (King Amusement Creative)
- angela (King Amusement Creative)
- Ai Nonaka (King Amusement Creative)
- Yoko Takahashi (King Amusement Creative)
- Soichiro Hoshi (King Amusement Creative)
- Sumire Uesaka (King Amusement Creative)
- Inori Minase (King Amusement Creative)
- Shouta Aoi (King Amusement Creative)
- Yui Ogura (King Amusement Creative)
- Satomi Sato (King Amusement Creative)
- Yuuma Uchida (King Amusement Creative)
- Yui Horie (King Amusement Creative)
- Niji no Conquistador (King Amusement Creative)
- B2takes! (King Amusement Creative)
- Miho Okasaki (King Amusement Creative)
- AMATSUKI

## Antics artistes
- Alice Nine (2005-2010; a Tokuma Japan Communications)
- CHAGE i ASKA (1985-1999; a Toshiba EMI)
- Eri Kitamura (2011-2016; a TMS Music)
- GFriend (2018-2021)
- Kagrra,
- Masumi Asano
- Mikako Komatsu (2012-2016; a Toy's Factory)
- Megumi Hayashibara (1991-2019; autònom)
- Masami Okui (1993-2004; a Geneon fins al 2011 quan va signar amb Lantis)
- Michiyo Azusa
- Minori Chihara (2004)
- Neko Jump (2006-2011; antic soci d'ultramar de Kamikaze)
- Sound Horizon a Pony Canyon
- the pillows (1994-2006; a avex trax)
- the GazettE (2005-2010; a Sony Music Japan)
- TWO-MIX (1995-1998; a Warner Music Japan)
- YuiKaori
- Yui Sakakibara a 5pb. Records
- Yukari Tamura
- Yuko Ogura